# Bucura Dumbravă
Bucura Dumbravă właśc. Ștefania "Fanny" Szekulics (ur. 28 grudnia 1868 w Preszburgu, zm. 26 stycznia 1926 w Port Said) – rumuńska pisarka, pianistka i alpinistka pochodzenia węgiersko-niemieckiego.

## Życiorys
Przyszła na świat jako Stefania Szekulics, była córką Węgra Juliusa Szekulicsa i Niemki Louise. W 1873 wraz z rodziną przeniosła się do Rumunii. Ojciec Stefanii pracował jako urzędnik ubezpieczeniowy. Rodzina Szekulics zaprzyjaźniona z władcą Rumunii, Karolem I często bywała na dworze w Sinai. Dzięki tej znajomości Stefania mogła rozwijać swoje talenty literackie i muzyczne (grała na pianinie).
W 1886 Fanny Szekulics rozpoczęła działalność filantropijną, organizując szkółki niedzielne dla dzieci z ubogich rodzin. W 1905 należała do grona założycieli stowarzyszenia Chindia, które zajmowało się badaniem folkloru rumuńskiego, szczególnie rumuńskich tańców ludowych. Była także promotorką tradycyjnych strojów rumuńskich, sprzeciwiając się ich orientalizacji.
W 1908 opublikowała w Regensburgu swoją pierwszą powieść Der Haiduck, w języku niemieckim. Książka przetłumaczona na rumuński przez Teodora Nicę doczekała się do 1914 czterech wydań. Sukces książki sprawił, że Stefania zdecydowała się przyjąć pseudonim Bucura Dumbravă, nawiązujący do nazwy jeziora w okolicach Sinai. W 1912 już pod pseudonimem wydała kolejną powieść Der Pandur, nawiązującą do powstania na Wołoszczyźnie w 1821. Dwie pierwsze powieści miały stanowić część trylogii, ale ostatnia część spłonęła przed wydrukowaniem i pisarka nigdy do niej nie powróciła.
Na dworze królewskim występowała jako pianista, akompaniując znanym rumuńskim skrzypkom George Enescu i Dimitrie Dinicu. Przyjaźń pomiędzy Dumbravą a królową Elżbietą wzmacniały wspólne wycieczki górskie na obszarze Południowych Karpat. Wędrówki po górach skłoniły Dumbravę do napisania do pisania opowieści podróżniczych, w konwencji neoromantycznej
W 1914, wspólnie z królową współtworzyła Komitet Dam w Bukareszcie, a także szpital imienia królowej. Była także jedną z założycielek organizacji Cercetase dla młodzieży. Śmierć Karola I spowodowała, że Dumbrava wspierała wdowę przygotowując nigdy nieukończoną Księgę Aniołów (Cartea Îngerilor), zawierającą teksty do medytacji dla wdowy po zmarłym władcy. W 1916, w czasie pogrzebu królowej Elżbiety, Dumbrava wygłosiła mowę pogrzebową nad jej trumną.
Po I wojnie światowej Dumbrava wydawała zbiory esejów, poświęconych przyrodzie rumuńskiej (Cartea munților, Ceasuri sfinte), a także organizacji wycieczek górskich, tym razem pisząc w języku rumuńskim. Jej teksty ukazywały się w najbardziej poczytnych czasopismach tego czasu (Convorbiri Literare, Ideea Europeană, Cuget Românesc, Curentul Nou). Pisarka stała się promotorką turystyki narodowej, współpracując ze znanymi ówczesnymi alpinistami i geografami (Mihai Haret, Nestor Urechia). Z początkiem lat 20. Klub Turystów Rumunii (Touring Clubul Romaniei), którego była jedną z założycielek liczył ponad 4000 osób, wydawał mapy turystyczne, oznaczał szlaki turystyczne, ale także zajmował się ochroną środowiska naturalnego. 
Mimo zaawansowanego wieku, Dumbrava nadal uprawiała turystykę górską. W 1923 wspinała się na Matterhorn, a w 1925 na Mont Blanc. Pod koniec życia zafascynowała się ideami Heleny Bławatskiej, stając się zwolenniczką teozofii, z jej wiarą w reinkarnację. W Rumunii utworzyła pierwsze kręgi teozoficzne tzw. Frăția, powiązane z rumuńską masonerią.
We wrześniu 1925 doczekała się naturalizacji, stając się obywatelką Rumunii. W czasie podróży do Indii zaraziła się malarią. W drodze powrotnej do domu znalazła się w Port Said, gdzie jej stan zdrowia gwałtownie się pogorszył, zmarła 26 stycznia 1926.

## Publikacje
- 1908: Der Haiduc (wyd. Regensburg)
- 1912: Der Pandur (wyd. Regensburg)
- 1920: Cartea munților (wyd. Bukareszt);
- 1921: Ceasuri sfinte (wyd. Bukareszt)
- 1927: Pe drumurile Indiei. Cele din urmă pagini. Scrisori (wyd. Bukareszt);
- 2002: Cartea îngerilor. Ceasuri sfinte (wyd. Bukareszt).

## Dziedzictwo
Dla uhonorowania zmarłej pisarka jeden ze szczytów w górach Bucegi o wysokości 2503 mnpm nazwano jej imieniem. Powiązania Dumbravy z dworem królewskim przyczyniły się do tego, że po przejęciu władzy przez komunistów jej twórczość została usunięta z bibliotek, przetrwała jednak dzięki nowym wydaniom w kręgu rumuńskiej diaspory. W 1970 powieść Hajducul została adaptowana na potrzeby baletu, którego premiera odbyła się w budynku Rumuńskiej Opery Narodowej.